# ピッコロ (小惑星)
ピッコロ(1366 Piccolo)は、小惑星帯外側の直径約28kmの軌道を公転する、小惑星族に属しない小惑星である。1932年11月29日にベルギーの天文学者ウジェーヌ・デルポルトがブリュッセル近郊のイクルにあるベルギー王立天文台で発見した。ベルギーの新聞ル・ソワールの編集長であるAuguste Cauvinの名前に因んで命名した。

## 軌道と分類
ピッコロは、小惑星族に属さない小惑星で、4年10か月（1,780日）かけて、太陽から2.5-3.3天文単位の距離の小惑星帯外側を公転している。軌道離心率は0.14で、黄道に対する軌道傾斜角は9°である。
当初、1916年7月にヨハネスブルク天文台により、A916 NBとして同定された。観測弧は、公式に発見された観測が行われたイクルから始まっている。

## 名前
1898年-1937年頃の長期にわたりベルギーの新聞ル・ソワールの編集長を務め、"d'Arsac"としても知られるAuguste Cauvinの筆名に因んで命名された。筆名の"piccolo"は、イタリア語で「小さい」という意味である。公式な命名の引用は、1955年のポール・ハーゲット著のThe Names of the Minor Planetsによる(H 124)。同じデルポルトが発見した小惑星番号1350番のロッセリアもル・ソワールの編集者の名前(Marie-Thérèse Rossel)に因んで命名されている。

## 物理的性質
パンスターズによる測光観測ではX型小惑星に分類されるが、Asteroid Lightcurve Database(LCDB)は岩石質のS型小惑星と推定している。

### 自転周期と極
1984年6月、アメリカ人天文学者リチャード・ビンゼルの測光観測により、ピッコロの最初の光学曲線が得られた。光学曲線の分析により、自転周期は16.57時間で、明るさは0.33等級変化することが分かった(U=2)。2003年と2005年にフランス人アマチュア天文学者のルネ・ロイにより、更に2つの光学曲線が得られた。これらの光学曲線では、各々、自転周期16.048時間及び16.05時間、等級の変化は0.24等級及び0.29等級という結果が得られた(U=2/2)。
2016年、様々な出典の測光データを用いて光学曲線がモデル化された。これに基づくと、(352.0°, 49.0°)及び(201.0°, 55.0°)という黄道座標に2つの自転軸があり、自転周期は16.1834時間とされた。

### 直径とアルベド
赤外線天文衛星IRAS、日本のあかり、アメリカ航空宇宙局の広視野赤外線探査機によると、ピッコロの直径は、26.92-28.02 km、アルベドは0.1538-0.199と測定される。2003年4月、恒星の掩蔽により、アルベド0.131、直径29.9 kmという値が推定された。
Collaborative Asteroid Lightcurve Link(CALL)では、絶対等級10.52から、アルベド0.1447、直径27.50 kmとされている。